# 457 a.C.

## Eventos
- Caio Horácio Púlvilo, pela segunda vez, e Quinto Minúcio Esquilino Augurino, cônsules romanos.
- Ordem de Artaxerxes I para reeedificar Jerusalém. Segundo a visão historicista, esse evento marca o início da contagem dos 490 anos de Daniel 9:24-27.[1][2]

- Guerras da Liga de Delos:

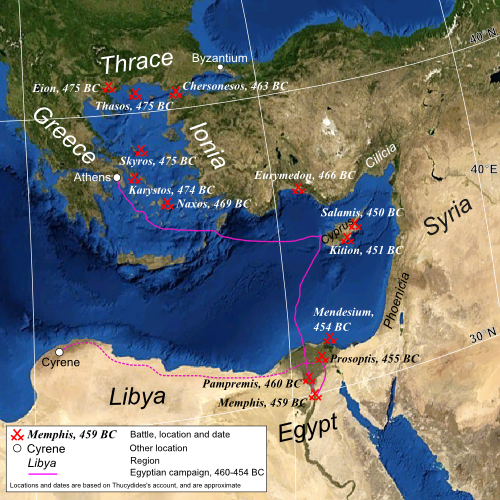
Campanhas da Liga de Delos contra o Egito.

  - Artabazo I e Megabizo são nomeados comandantes das forças persas para a guerra contra o Egito.[3][Nota 1]
  - Suas tropas eram de 300.000 soldados, segundo Diodoro Sículo, ou de 200.000, segundo Ctésias.[3]
  - Vindo da Cilícia e passando pela Fenícia, os comandantes persas ordenam a Cilícia, Chipre e Fenícia que providenciem navios. As 300 trirremes, totalmente equipadas, são comandadas por Orisco.[3]
  - Durante o ano, os atenienses continuam o cerco da Muralha Branca em Mênfis, que é defendida pelos persas.[3]